# Burosumab
El burosumab, comercializado bajo la marca Crysvita, es un medicamento utilizado para tratar la hipofosfatemia ligada al cromosoma X y la osteomalacia inducida por tumores  . Se administra mediante inyección subcutánea.
Los efectos secundarios más comunes son fiebre, dolor en el lugar de la inyección, tos, dolor de cabeza, síndrome de piernas inquietas, caries y abscesos dentales .  Otros efectos secundarios pueden ser reacciones alérgicas, fosfato elevado y nefrocalcinosis . La seguridad durante el embarazo no está clara . Es un anticuerpo monoclonal que se une a la proteína FGF23 y la bloquea, lo que permite a los riñones reabsorber el fosfato .
El burosumab fue aprobado para uso médico en Estados Unidos y Europa en 2018  . En Estados Unidos 30 mg cuestan alrededor de 12 200 USD a partir de 2022  .